# Constitución del Bajo Imperio romano
La constitución del Bajo Imperio romano fue un conjunto no escrito de directrices y principios transmitidos principalmente a través de los precedentes. La Constitución del Principado romano (al inicio del Imperio romano), establecida implícitamente por el emperador Augusto en el siglo I a. C., rigió el "Imperio Romano" durante tres siglos. Diocleciano se convirtió en emperador en 284, y su gobierno marcó el fin del Principado y el comienzo de la "Dominación" (del latín dominus). La constitución del Dominado reconoció una forma de autarquía, en última instancia, como la verdadera fuente de poder, y así terminó la ficción de poder compartido entre el emperador romano y el Senado romano. Después de que Diocleciano reorganizase la superestructura de la Constitución, reorganizó el aparato administrativo del gobierno. Cuando se retiró en 305, el Imperio se sumergió rápidamente de nuevo en el caos. Pasado este periodo turbulento, sin embargo, gran parte de la constitución de Diocleciano se mantuvo en vigor. Su división del imperio en este y en oeste, con cada mitad bajo el mando de un emperador diferente permaneció salvo breves interrupciones de unidad política. La capitalidad del Imperio de Occidente nunca volvió a Roma, el Senado y las magistraturas ejecutivas continuaron funcionando como estableció Diocleciano, y las divisiones militares y civiles de Diocleciano se mantuvieron en vigor. Los últimos emperadores, sobre todo Constantino, modificaron la Constitución de Diocleciano, pero finalmente ésta sobrevivió hasta las reformas de Justiniano después de la caída del Imperio romano de Occidente en 476.